# 凯伦·谢里登
凯伦·谢里登（英語：Kailen Sheridan，1995年7月16日—），加拿大女子足球运动员，场上位置是守门员。她曾代表加拿大国家队参加2020年夏季奥林匹克运动会足球比赛，获得一枚金牌。